# ココロオト。
『ココロオト。』は、下川みくにの6枚目のオリジナルアルバム。2018年7月4日にブランニューミュージックより発売された。

## 収録曲
1. My music 作詞：Shoko、作曲・編曲：水島康貴
2. 告白 作詞：矢作綾加、作曲：佐久間誠、編曲：水島康貴
3. この場所が好きで 作詞：下川みくに、作曲：越前谷直樹、編曲：水島康貴
4. 夏花火 作詞・作曲：秦千香子、編曲：水島康貴
5. ～HIKARI～ 作詞：下川みくに、作曲・編曲：水島康貴
6. 純恋（こい） 作詞：ayaka.y、作曲：YUMA、編曲：水島康貴
7. 愛してた 作詞：下川みくに、作曲・編曲：水島康貴